# Teofan Savu
Teofan Savu, pe numele de mirean Dumitru Savu, (n. 19 octombrie 1959, comuna Corbi, județul Argeș) este din anul 2008 arhiepiscop al Iașilor și mitropolit al Mitropoliei Moldovei și Bucovinei.
Anterior, între 2000-2008, a fost arhiepiscop ortodox al Craiovei și mitropolit al Olteniei. Între 9 septembrie 1991 și 2000 a fost episcop-vicar patriarhal cu titulatura Sinaitul.

### Date despre familie
Părinții: Constantin și Teofana.
Au șapte copii, din care patru intrați în monahism

### Studii
- Școala generală de 8 ani în comuna Corbi, județul Argeș.
- Seminarul Teologic din Craiova (1974-1979).
- Institutul Teologic Universitar din București (1980-1984), cu teza de licență "Voturile monahale în lumina desăvârșirii creștine".
- Institutul Teologic "Saint Serge" din Paris (1986-1990), obținând titlul de Doctor în Teologie cu lucrarea "La divino-humanité du Christ et la deification de l'homme dans l'oeuvre du Saint Maxime le Confesseur". Calificativul obținut: summa cum laude.

### Stagiul militar
U.M. Vânju Mare, județul Mehedinți (1979-1980).

### Slujiri în Biserică
- Monah în Schitul Crasna, Prahova, începând cu 1984, primind numele de Teofan, ierodiacon și ieromonah începând din anul 1985.
- Duhovnic la Mănăstirea "Acoperământul Maicii Domnului" din Bussy en Othe, Franța (1987-1990). Secretar al Cabinetului Patriarhal (1990-1991).
- Episcop-vicar Patriarhal cu titulatura Sinaitul (1991-2000), cu următoarele sarcini:
  - Responsabil cu relațiile externe bisericești, coordonând legăturile Patriarhiei Române cu alte Biserici și organisme ecumenice internaționale;
  - Responsabil de legătura Patriarhiei Române cu comunitățile românești din jurul granițelor și din diaspora;
  - Secretar al Sfântului Sinod al Bisericii Ortodoxe Române (din 1994);
  - Responsabil cu probleme de învățământ teologic universitar și preuniversitar, de predare a religiei în școală și cu schimbul de burse al Patriarhiei Române cu străinătatea;
  - Coordonator al Sectorului Patriarhal "Biserica și Societatea", cu cele patru birouri subordonate: Biroul de presă și comunicații, Biroul de asistență socială, Biroul de asistență religioasă în unitățile bugetare și Biroul de misiune, cultură și tineret;
  - Responsabil cu editura și tipografia Institutului Biblic și de Misiune al Bisericii Ortodoxe Române (până în 1994);
  - Reprezentant al Prea Fericitului Părinte Patriarh Teoctist pentru coordonarea activității Facultății de Teologie a Universității din București (1997-2000);
  - Coordonator al Biroului de Pelerinaj al Patriarhiei Române (1999-2000);
  - Delegat pentru diferite activități misionare în cadrul Arhiepiscopiei Bucureștilor: slujbe arhierești, sfințiri și resfințiri de biserici, coordonarea de întruniri preoțești la protopopiate etc.;
  - Membru în Comitetul Central al Conferinței Bisericilor Europene din Geneva (1992-1997);
  - Membru în Adunarea Generală a Comisiei Ecumenice Europene "Biserica și Societatea", Bruxelles (1995-1997);
  - Corespondent național al Departamentului pentru Burse din cadrul Consiliului Ecumenic al Bisericilor;
  - Membru în Adunarea Generală a Asociației Ecumenice a Bisericilor din România - AIDRom;
  - Coordonator al Sectorului pentru opera de caritate "Diaconia" al Patriarhiei Romane;
  - Președinte al Asociației "Diaconia"; președinte al Așezământului bisericesc medico-farmaceutic "Vasiliada".
- Arhiepiscop al Craiovei și Mitropolit al Olteniei (din 2000).

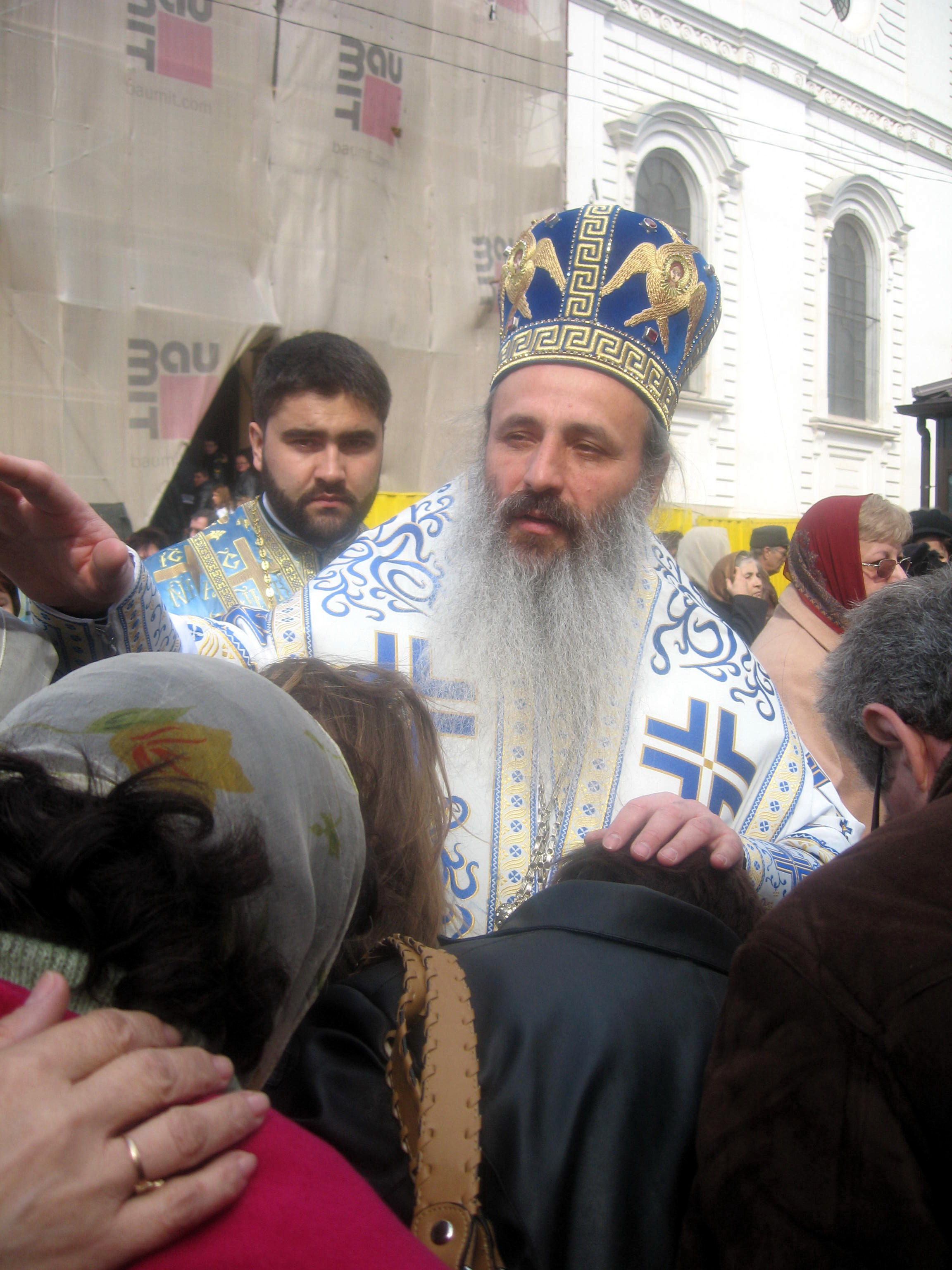
Mitropolitul Teofan binecuvântând credincioșii prezenți în fața Catedralei Mitropolitane din Iași.

În paralel cu exercitarea responsabilității propriu-zise de Arhiepiscop al Craiovei și Mitropolit al Olteniei, împlinește, din încredințarea Sfintei Patriarhii, următoarele sarcini:  - Președinte al Comisiei canonice, juridice și pentru disciplină a Sfântului Sinod;
  - Președinte al Comisiei Bisericii Ortodoxe Române pentru relațiile cu Biserica Catolică.
  - Locum-tenens de Arhiepiscop al Arhiepiscopiei Ortodoxe Române în America și Canada (22 februarie 2001- 5 iulie 2001).

  - Locum-tenens de Episcop al Episcopiei Severinului și Strehaiei (1 noiembrie 2003 - 25 aprilie 2004).

  - Locum-tenens de Episcop al Episcopiei Slatinei (1 februarie - 25 martie 2008).

  - reprezentant al Patriarhiei Române la întruniri cu caracter bisericesc din: Anglia, Armenia, Australia, Austria, Belgia, Bulgaria, Canada, Cehia, Cipru, Elveția, Etiopia, Franța, Germania, Grecia, Israel, Italia, Liban, Luxemburg, Noua Zeelandă, Olanda, Polonia, Rusia, Serbia, SUA, Turcia, Uganda, Ungaria.

  - ales de către Sf. Sinod al Bisericii Ortodoxe Române în demnitatea de mitropolit al Moldovei și Bucovinei (4 martie 2008).

  - întronizat în demnitatea de arhiepiscop al Iașilor și mitropolit al Moldovei și Bucovinei (8 iunie 2008).
  - Locum-tenens de Episcop al Episcopiei Hușilor (23 aprilie 2009 – 29 iunie 2009; 18 august 2017 - 22 octombrie 2017).
  - Locum-tenens de Arhiepiscop al Arhiepiscopiei Romanului și Bacăului(4 noiembrie 2014 – 4 ianuarie 2015).
  - Lector
suplinitor la Catedra de Teologie Pastorală din cadrul Facultății de Teologie Ortodoxă „Dumitru Stăniloae” din Iași (1 octombrie 2011 – prezent).

### Activitate publicistică
- Autor de articole și studii în reviste și ziare din România și străinătate, în domenii ca: teologie patristică, spiritualitate ortodoxă, ecumenism, analize ale fenomenului religios actual etc.
- coordonator al periodicului de limbă engleză al Sectorului pentru relații externe bisericești, "News Bulletin" (1997-2000).
- președinte al colegiilor de redacție al publicațiilor: "Mitropolia Olteniei", "Cetatea Creștină", "Studii" (Centrul de Studii de Teologie Aplicată al Arhiepiscopiei Craiovei).
- a inițiat înființarea publicațiilor: 'Cetatea Creștină', 'Studii', 'Hristos în lumea tăcerii'

### Decorații
- Ordinul „Pentru Merit” în grad de „Mare Cruce” (2000), din partea Președinției Române[1]
- alte ordine și decorații.

## Imagini

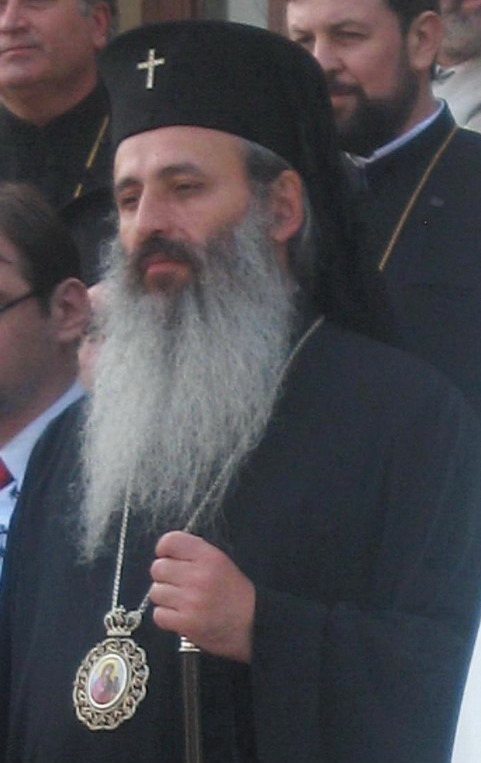
Mitropolitul Teofan la decernarea titlului de Doctor Honoris Causa de către Universitatea „Alexandru Ioan Cuza” din Iași patriarhului Daniel (octombrie 2010)
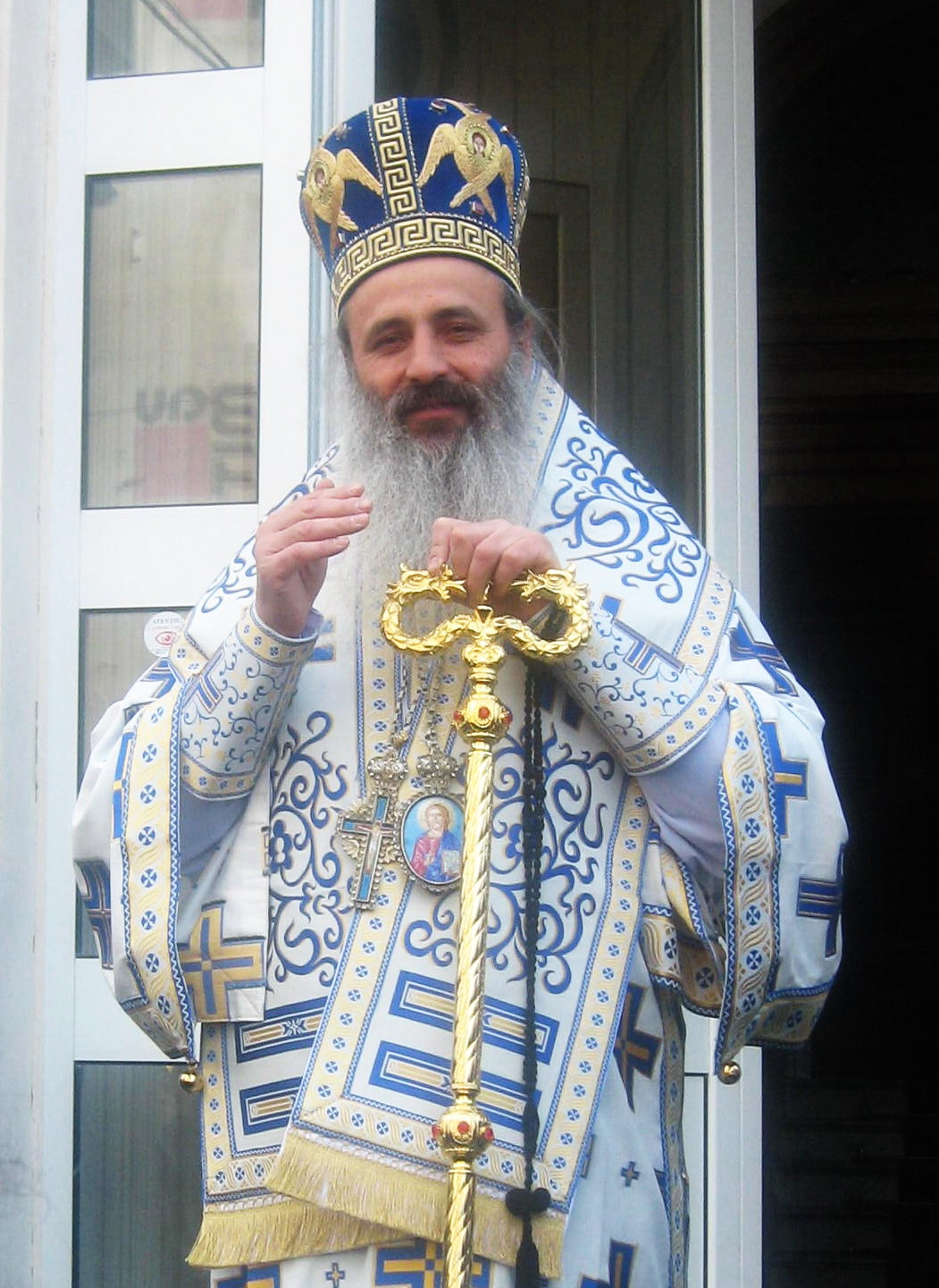
Mitropolitul Teofan pe treptele Palatului Mitropolitan din Iași